# James Figg
James Figg est un escrimeur et boxeur anglais combattant à mains nues né en 1695 à Thame et mort le 7 décembre 1734 à Londres.

## Carrière
Il devient en 1719 le premier champion d'Angleterre des poids lourds, titre qu'il conserve jusqu'à la fin de sa carrière en 1730.

## Distinction
- James Figg est membre de l'International Boxing Hall of Fame depuis 1992.